# U137
U 137 var den oprindelige svenske betegnelse for den sovjetiske dieseldrevne ubåd S-363 af Whiskey-klassen, der grundstødte i den blekingske skærgård ud for Karlskrona i 1981. 
På tidspunktet for hændelsen ansås grundstødningen som bevis på den omfattende sovjetiske undervandsvirksomhed i de svenske farvande, som den svenske regering siden 1980 havde beskyldt Sovjetunionen for at udøve. Der har efterfølgende i Sverige været en omfattende debat om, hvorvidt grundstødningen skyldtes sovjetisk fejlnavigation og dårlig teknisk udrustning, som sovjetunionen hævdede, eller om ubåden befandt sig i svensk territorialfarvand som følge af en bevidst handling. Der har i Sverige været nedsat flere kommissioner, der skulle udrede forløbet. Ifølge konklusion i den seneste rapport er det på grundlag af den opnåede viden om besætningens navigation og foretagne observationer udelukket, at besætningen skulle kunne have troet, at de var et andet sted end ud for flådebasen i Karlskrona.
Hændelsen blev humoristisk kaldet "Whiskey on the rocks" (opkaldt efter drinken "whisky med is").

## Om ubåden
Ubåden blev bygget i 1956 på det sovjetiske værft Baltijskij Zavod (Østersøværftet)og var ét af de 226 eksemplarer, der blev bygget af den ubådsklasse, der fik NATO-rapporteringsnavnet "Whiskey". Ubåden var 56 meter lang og havde en besætning på 56 mand. Ubåden var bevæbnet med 6 torpedorør og kunne medføre 18 torpedoer og/eller 24 miner. Ubåden kunne dykke til 125 meter. 
Ubåden var forsynet med radiopejler, gyrokompas og en sovjetisk udgave af navigationssystemet DECCA.

## Hændelsesforløbet
Om aftenen den 27. oktober 1981 foretog den svenske flåde forsøg med en ny ubådsjagttorpedo udenfor Karlskrona skærgård. Samme aften kl. ca. 20.00 gik S-363 på grund ved Torhamnaskär i Gåsefjärden, cirka 10 km sydøst for Karlskrona, tæt på Flådehavnen Karlskrona, Sveriges vigtigste flådebase. Først næste morgen kl. ca. 10.00 blev den grundstødte ubåd opdaget af lokale fiskere. Fiskerne rapporterede om den grundstødte ubåd til militærbasen i Karlskrona, men blev i første omgang afvist, da man ikke troede på fiskernes rapport. Først to timer senere ankom et svenske marinefartøj Smyge til området for at kontrollere anmeldelsen. 
Ved Smyges ankomst til ubåden tog befalingshavende Karl Andersson kontakt til besætningen på Ubåden. Efter indledende samtale gik Andersson ombord i ubåden, hvor ubådens kommandør oplyste, at ubådens navigationssystemer ikke havde fungeret. 
Sovjetunionen meddelte senere på dagen den svenske regering, at Sovjetunionen ønskede at bjærge ubåden, hvilket Sverige afslog. Den svenske regering ønskede, at ubåden skulle bjærges af svenske fartøjer, og at sovjetiske flådefartøjer var forment adgang til svensk territorialfarvand. På trods heraf sendte Sovjetunionen flere flåde fartøjer mod den svenske territorialgrænnse. Fartøjerne gjorde imidlertid holdt umiddelbart inden de nåede grænsen. 
Svenske eksperter undersøgte ubåden udefra og konstaterede radioaktiv stråling, der viste, at ubåden medførte atomvåben. 
Efter et højspændt diplomatisk forløb, hvor den svenske statsminister Thorbjörn Fälldin gav ordre til at "holde grænsen" i tilfælde af, at Sovjetunionen skulle forsøge at bjærge ubåden, eller såfremt ubåden skulle forsøge at undslippe, blev ubåden bjærget af svenske fartøjer den 5. november. Ubåden blev bugseret til internationalt farvand og overgivet til den sovjetiske flåde dagen efter.
I 2006 fortalte ubådens politiske officer, Vasilij Besedin, at navigationssystem og alt andet ombord, havde fungeret fejlfrit. Han hævdede at grundstødningen skyldtes fejlberegninger af ubådens styrmand. I samme interview bekræftede han, at ubåden havde haft atomvåben ombord

## Eksterne links
- Nyhedsudsendelse Arkiveret 3. september 2014 hos  Wayback Machine 28. oktober 1981 fra Sydnytt

| Militær | Spire Denne artikel om militær er en spire som bør udbygges. Du er velkommen til at hjælpe Wikipedia ved at udvide den. |

56°04′N 15°44′Ø / 56.07°N 15.73°Ø